# Шуша
Шуша (азер. Şuşa) или Шуши (јерм. Շուշի) јесте град у Азербејџану. Смештен је на надморској висини од 1400 до 1800 метара, у планинама Карабах.
Године 2015. у граду је живело 4064 становника.

## Историја
Насеље се први пут помиње као Шуша у средњем веку, а јерменско јеванђеље из 15. века, које се налази у јереванском Матенадарану (архивски број 8211), представља најранији познати артефакт из града. Јеванђеље је у Шуши створио калиграф Тер-Мануел 1428. године.
Шуши је током средњег века и током 18. века служио као град и древна тврђава у јерменској кнежевини Варанда и традиционално је припадао кнежевској династији Мелик-Шахназарјан. Град и тврђава су одиграли кључну улогу у кампањи јерменског заповедника Авана Јузбашија против отоманских снага 1720-их и 1730-их, током турских инвазија на Јужни Кавказ.
Данашњи град је основао 1752. године Панах Али-кан, по њему назван Панахабад, и био је престоница Карабашког каната под персијским сизеренством до 1822. године када је канат укинут. У то време град је растао упркос сукобима са Каџарима који су га опседали 1756. и 1795. године.
Град је постао један од културних центара Закавказја након руског освајања регије Кавказа у првој половини 19. века.
Након уступања подручја Русији 1822. године, постаје административна престоница прво провинције Карабах (1822–1840), а затим округа Шуша (1840–1923). У 19. веку Шуша је био један од великих градова Кавказа, већи и просперитетнији од Бакуа и Јеревана. Стојећи усред мреже караванских путева, имао је десет каравансараја. Био је познат по трговини свилом, теписима јарких боја, поплочаним путевима, великим каменим кућама и фино узгојеним коњима.
Током модерне историје град је углавном неговао мешовито јерменско-азербејџанско становништво. Након масакра у Шуши почињеног од стране азербејџанских снага 1920. године, јерменска половина становништва града је убијена или протерана и град се свео на место са доминантним азербејџанским становништвом. Након заузимања Шуше од стране јерменских снага 1992. године у рату за Нагорно-Карабах, становништво града се поново драматично смањило и постало готово искључиво јерменско.
Новембра 2020. године, током сукоба у Нагорно-Карабаху, војска Азербејџана је повратила контролу над овим градом, а јерменско становништво је избегло.

## Култура
Због историјских специфичности Шуши садржи и јерменске и азербејџанске културне споменике, док околне територије укључују и многа древна јерменска села.
Шуша је један од јерменских верских и културних центара. Источнојерменска верзија четири Јеванђеља завршена је 1830. године у Шуши, а затим је први пут објављена у Москви. Овде се налазе Саборни храм Светог Христа Спаситеља (Казанчечоц), Црква Светог Јована Крститеља (Канач Жам) и многе друге цркве и манастири.
Град је такође био један од водећих центара азербејџанске културе. Временом је постао дом многих Азербејџанских интелектуалаца, песника, писаца и посебно музичара. У Шуши се налази једна од водећих школа мугама, традиционалног азербејџанског жанра вокалних и инструменталних уметности, по чему је Шуши посебно познат.
Шуша је такође познат и по простиркама силех, подним облогама са Јужног Кавказа. Сличан источноанадолски тип обично показује другачији опсег боја.

## Становништво
| Година                                                                             | Јермени | Јермени | Азери  | Азери | Остали | Остали | укупно |
| ---------------------------------------------------------------------------------- | ------- | ------- | ------ | ----- | ------ | ------ | ------ |
| 1851.                                                                              |         |         |        |       |        |        | 15.194 |
| 1886.                                                                              | 15.188  | 56,7%   | 11.595 | 43,3% | 23     | 0,1%   | 26.806 |
| 1897.                                                                              | 14.420  | 55,7%   | 10.778 | 41,6% | 683    | 2,6%   | 25.881 |
| 1916.                                                                              | 23.396  | 53,3%   | 19.121 | 43,6% | 1.352  | 3,1%   | 43.869 |
| Март 1920: Масакр и протеривање јерменског становништва које је починио Азербејџан |         |         |        |       |        |        |        |
| 1926.                                                                              | 93      | 1,8%    | 4.900  | 96,4% | 111    | 2,2%   | 5.104  |
| 1939.                                                                              | 1.476   | 27,2%   | 3.701  | 68,2% | 247    | 4,5%   | 5.424  |
| 1959.                                                                              | 1.428   | 23,3%   | 4.453  | 72,8% | 236    | 3,9%   | 6.117  |
| 1970.                                                                              | 1.540   | 17,7%   | 6.974  | 80,2% | 179    | 2,1%   | 8.693  |
| 1979.                                                                              | 1.409   | 13,1%   | 9.216  | 85,5% | 159    | 1,5%   | 10.784 |
| Септембар 1988: Сукоб у Нагорно-Карабаху и протеривање јерменског становништва     |         |         |        |       |        |        |        |
| 1989.                                                                              |         |         |        | 98%   |        |        | 15.039 |
| Мај 1992: Јерменско освајање и протеривање азербејџанског становништва             |         |         |        |       |        |        |        |
| 2005.                                                                              | 3.105   | 100%    |        |       |        |        | 3.105  |
| 2009.                                                                              | 3.900   | 100%    |        |       |        |        | 3.900  |
| 2015.                                                                              | 4.446   | 100%    |        |       |        |        | 4.446  |

## Галерија
- Тврђава Шуши
- Црква Светог Јована Крститеља (Канач Жам) из 1818. године
- Горња Гохвар Ага џамија из 1885. године
- Саборни храм Светог Христа Спаситеља (Казанчечоц) из 1887. године
- Шуши почетком 20. века
- Рушевине јерменске половине Шуше након уништења града од стране азербејџанске војске у марту 1920. године
- Шуши 2015. године
- Тенк Т-72 који стоји као спомен обележје на заузимање Шуше од стране јерменских снага
- Градски трг
- Мехмандарова кућа, музеј тепиха